# Cardepia
Cardepia là một chi bướm đêm thuộc họ Noctuidae.

## Các loài
- Cardepia affinis Rothschild, 1913
- Cardepia arenaria (Hampson, 1905)
- Cardepia arenbergeri Pinker, 1974
- Cardepia dardistana Boursin, 1967
- Cardepia halophila Hacker, 1998
- Cardepia hartigi Parenzan, 1981
- Cardepia helix Boursin, 1962
- Cardepia irrisoria (Erschoff, 1874)
- Cardepia kaszabi Sukhareva & Varga, 1973
- Cardepia legraini Hacker, 1998
- Cardepia martoni Hacker, 1998
- Cardepia mixta (Pagenstecher, 1907)
- Cardepia oleagina Hacker, 1998
- Cardepia sociabilis (Graslin, 1850)